# Rolex Paris Masters 2019
Rolex Paris Masters 2019 byl profesionální tenisový turnaj mužů, hraný jako součást okruhu ATP Tour, v komplexu arény Bercy na krytých dvorcích s tvrdým povrchem. Probíhal mezi 28. říjnem až 3. listopadem 2019 ve francouzské metropoli Paříži jako čtyřicátý osmý ročník. Generálním sponzorem se potřetí stala švýcarská hodinářská firma Rolex.
Turnaj se po grandslamu a ATP Finals řadil do třetí nejvyšší kategorie okruhu, ATP Tour Masters 1000. Představoval závěrečnou událost této devítidílné série, když na ni navazál londýnský Turnaj mistrů. Dotace pařížské akce činila 5 791 280 eur.
Nejvýše nasazeným hráčem ve dvouhře se  stal první tenista světa Novak Djoković ze Srbska. Jako poslední přímý účastník do hlavní singlové soutěže nastoupil 44. hráč žebříčku Uruguayec Pablo Cuevas, který v úvodním kole vypadl s Chilanem Cristianem Garínem.
Sedmdesátý sedmý singlový titul na okruhu ATP Tour a třicátý čtvrtý v sérii Masters vybojoval 32letý Srb Novak Djoković, který přesto po roce ztratil pozici světové jedničky. Čtrnáctou společnou trofej ze čtyřhry túry ATP si odvezla francouzská dvojice Pierre-Hugues Herbert a Nicolas Mahut, která tak získala sedmý titul ze série Masters.

## Distribuce bodů a finančních odměn

### Distribuce bodů
| Soutěž  | vítězové | finalisté | semifinalisté | čtvrtfinalisté | 16 v kole | 32 v kole | 64 v kole | Q  | Q2 | Q1 |
| ------- | -------- | --------- | ------------- | -------------- | --------- | --------- | --------- | -- | -- | -- |
| dvouhra | 1000     | 600       | 360           | 180            | 90        | 45        | 10        | 25 | 16 | 0  |
| čtyřhra | 1000     | 600       | 360           | 180            | 90        | 0         | —         | —  | —  | —  |

### Finanční odměny
| Soutěž                                | vítězové  | finalisté | semifinalisté | čtvrtfinalisté | 16 v kole | 32 v kole | 64 v kole | Q2      | Q1      |
| ------------------------------------- | --------- | --------- | ------------- | -------------- | --------- | --------- | --------- | ------- | ------- |
| dvouhra                               | 995 720 € | 503 730 € | 259 730 €     | 133 985 €      | 67 025 €  | 35 285 €  | 19 800 €  | 7 445 € | 3 725 € |
| čtyřhra                               | 284 860 € | 139 020 € | 69 680 €      | 35 510 €       | 18 730 €  | 10 020 €  | —         | —       | —       |
| ve čtyřhře jsou částky uváděny na pár |           |           |               |                |           |           |           |         |         |

## Dvouhra

### Nasazení hráčů
| Země                          | Hráč                  | ATP | Nasazení |
| ----------------------------- | --------------------- | --- | -------- |
| Srbsko                        | Novak Djoković        | 1.  | 1.       |
| Španělsko                     | Rafael Nadal          | 2.  | 2.       |
| Švýcarsko                     | Roger Federer         | 3.  | 3.       |
| Rusko                         | Daniil Medveděv       | 4.  | 4.       |
| Rakousko                      | Dominic Thiem         | 5.  | 5.       |
| Německo                       | Alexander Zverev      | 6.  | 6.       |
| Řecko                         | Stefanos Tsitsipas    | 7.  | 7.       |
| Rusko                         | Karen Chačanov        | 9.  | 8.       |
| Španělsko                     | Roberto Bautista Agut | 10. | 9.       |
| Itálie                        | Matteo Berrettini     | 11. | 10.      |
| Itálie                        | Fabio Fognini         | 12. | 11.      |
| Belgie                        | David Goffin          | 13. | 12.      |
| Francie                       | Gaël Monfils          | 14. | 13.      |
| Argentina                     | Diego Schwartzman     | 16. | 14.      |
| USA                           | John Isner            | 16. | 15.      |
| Švýcarsko                     | Stan Wawrinka         | 17. | 16.      |
| Žebříček ATP k 21. říjnu 2019 |                       |     |          |

### Jiné formy účasti na turnaji

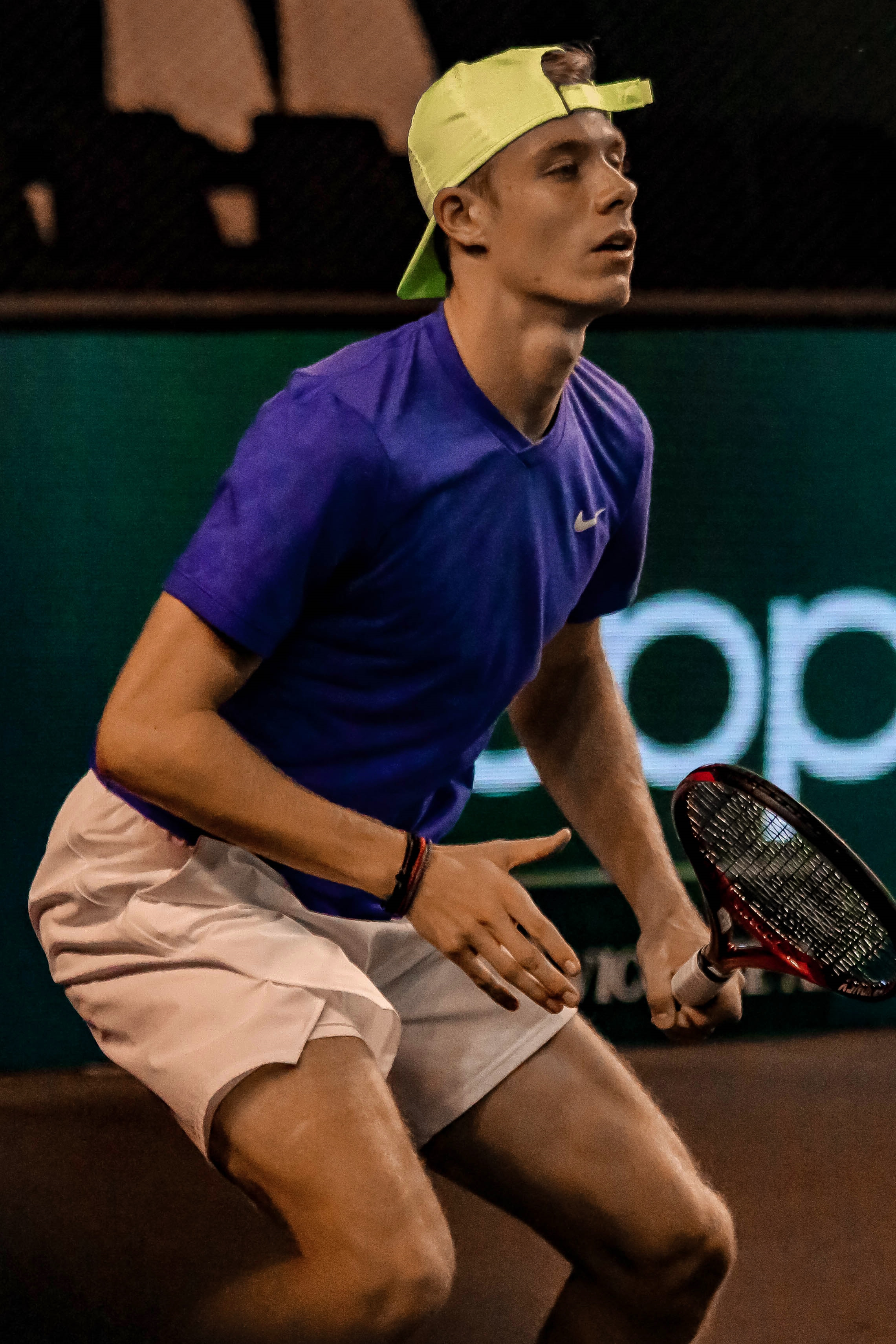
Denis Shapovalov si poprvé zahrál finále mastersu

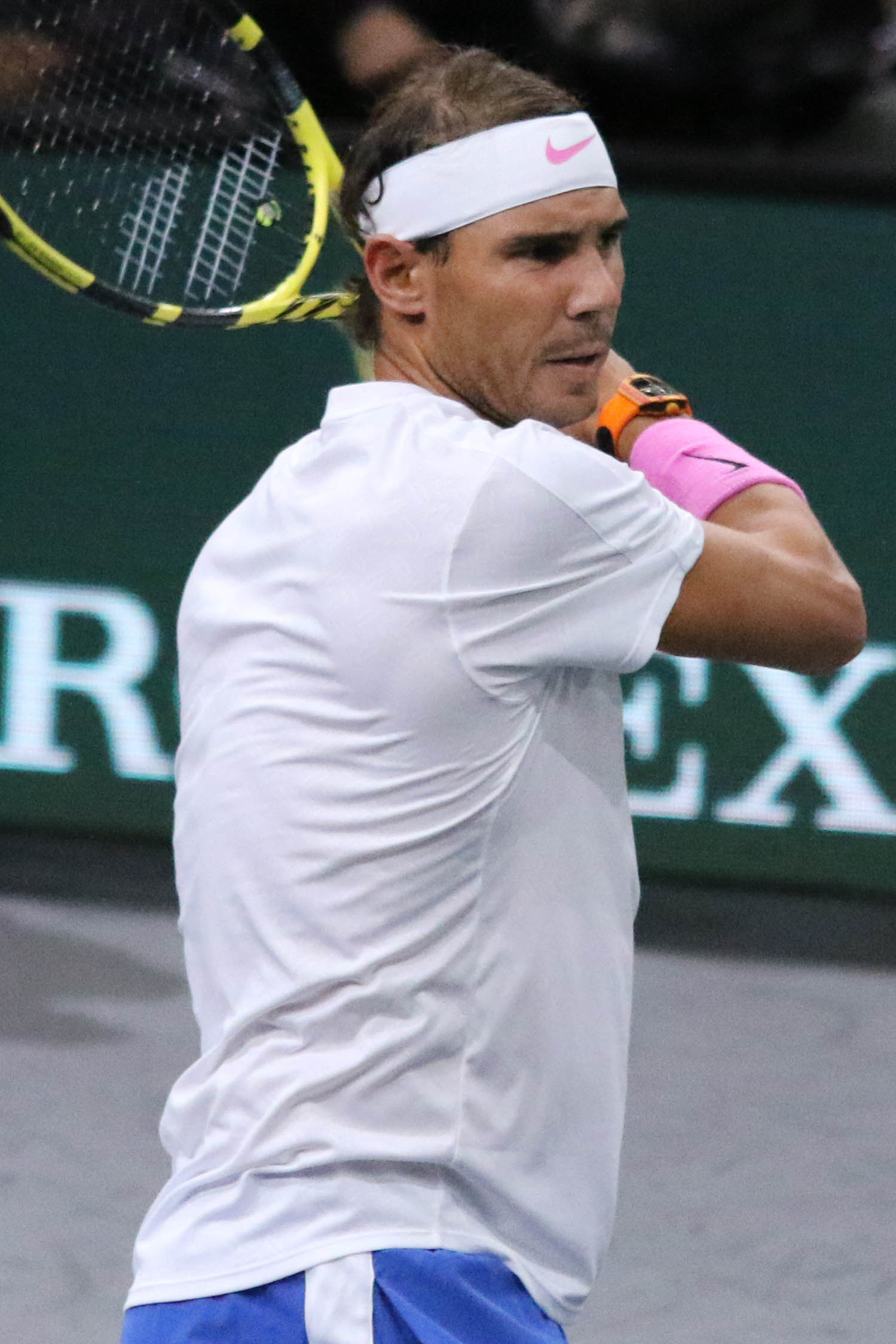
Rafael Nadal odstoupil před semifinále

Následující hráči obdrželi divokou kartu do hlavní soutěže:
- Ugo Humbert
- Adrian Mannarino
- Jo-Wilfried Tsonga

Následující hráč měl do dvouhry nastoupit  pod žebříčkovou ochranou:
- Richard Gasquet

Následující hráči postoupili z kvalifikace:
- Ričardas Berankis
- Jérémy Chardy
- Jošihito Nišioka
- Cameron Norrie
- Sam Querrey
- Casper Ruud

Následující hráči postoupili z kvalifikace jako tzv. šťastní poražení:
- Damir Džumhur
- Corentin Moutet
- Andreas Seppi

### Odhlášení
před začátkem turnaje
- Kevin Anderson → nahradil jej  Andrej Rubljov
- Félix Auger-Aliassime → nahradil jej  Frances Tiafoe
- Roger Federer → nahradil jej  Andreas Seppi
- Richard Gasquet → nahradil jej  Corentin Moutet
- Nick Kyrgios → nahradil jej  Jan-Lennard Struff
- Kei Nišikori → nahradil jej  Radu Albot
- Guido Pella → nahradil jej  Damir Džumhur
- Lucas Pouille → nahradil jej  Laslo Djere

v průběhu turnaje
- Rafael Nadal (poranění břišní stěny)[1]

### Skrečování
- Gilles Simon (poranění dolní končetiny)[1]

## Čtyřhra

### Nasazení párů
| Země                                                                     | Hráč                  | Země        | Hráč              | ATP | Nasazení |
| ------------------------------------------------------------------------ | --------------------- | ----------- | ----------------- | --- | -------- |
| Kolumbie                                                                 | Juan Sebastián Cabal  | Kolumbie    | Robert Farah      | 2.  | 1.       |
| Argentina                                                                | Horacio Zeballos      | Španělsko   | Marcel Granollers | 11. | 2.       |
| Polsko                                                                   | Łukasz Kubot          | Brazílie    | Marcelo Melo      | 13. | 3.       |
| Chorvatsko                                                               | Mate Pavić            | Brazílie    | Bruno Soares      | 22. | 4.       |
| Německo                                                                  | Kevin Krawietz        | Německo     | Andreas Mies      | 22. | 5.       |
| Jižní Afrika                                                             | Raven Klaasen         | Nový Zéland | Michael Venus     | 25. | 6.       |
| Francie                                                                  | Pierre-Hugues Herbert | Francie     | Nicolas Mahut     | 29. | 7.       |
| Chorvatsko                                                               | Ivan Dodig            | Slovensko   | Filip Polášek     | 43. | 8.       |
| Žebříček ATP k 21. říjnu 2019; číslo je součtem umístění obou členů páru |                       |             |                   |     |          |

### Jiné formy účasti

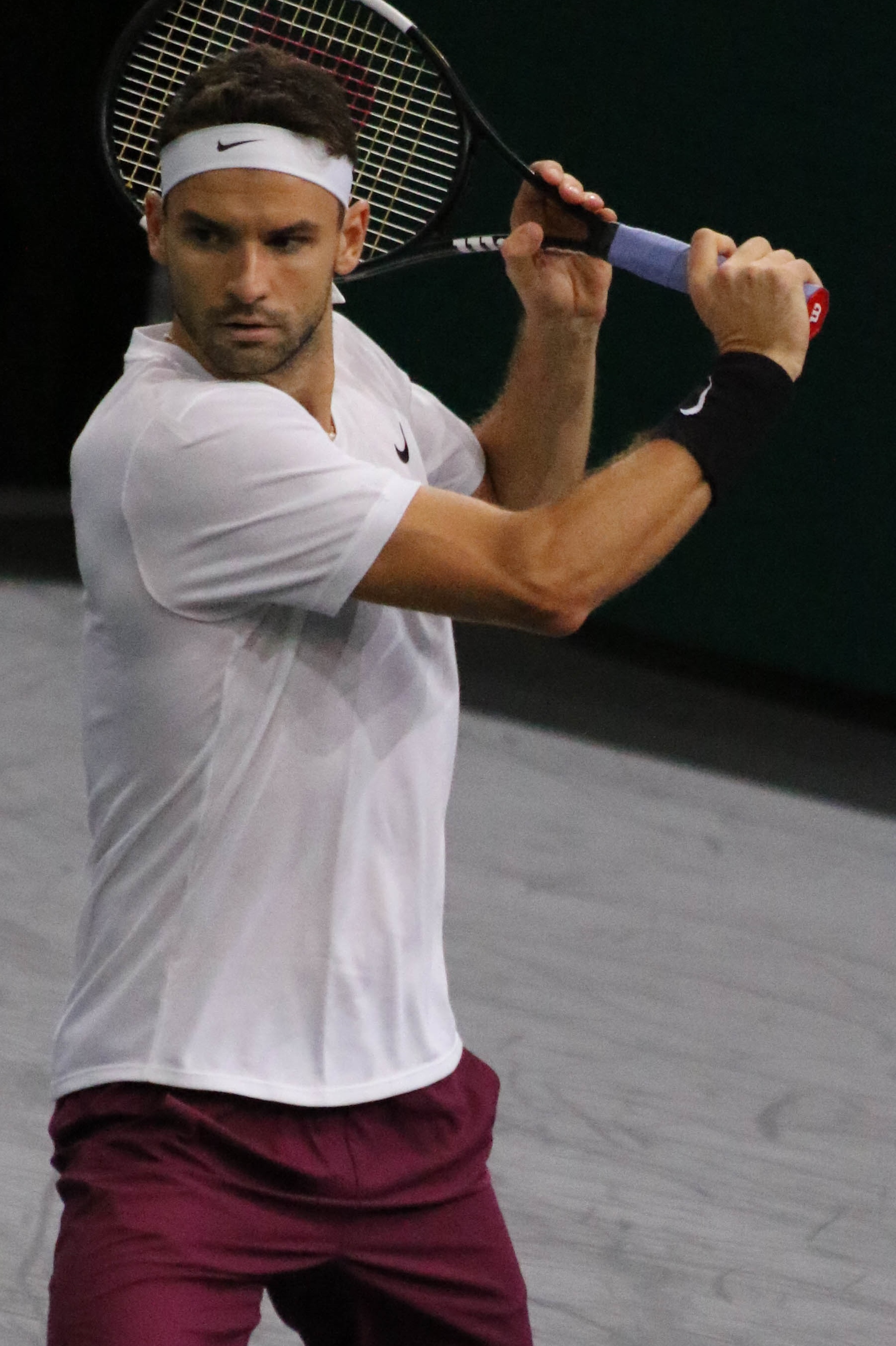
Semifinalista Grigor Dimitrov

Následující páry obdržely divokou kartu do hlavní soutěže:
- Elliot Benchetrit /  Corentin Moutet
- Quentin Halys /  Tristan Lamasine
- Adrian Mannarino /  Gilles Simon

Následující pár nastoupil do čtyřhry z pozice náhradníka:
- Divij Šaran /  Artem Sitak

### Odhlášení
před začátkem turnaje
- Nikoloz Basilašvili
- Sam Querrey
- Gilles Simon

## Přehled finále

### Mužská dvouhra
- Novak Djoković vs.  Denis Shapovalov, 6–3, 6–4

### Mužská čtyřhra
- Pierre-Hugues Herbert /  Nicolas Mahut vs.  Karen Chačanov /  Andrej Rubljov, 6–4, 6–1